# ラ・アルタグラシア州
ラ・アルタグラシア州(ラ・アルタグラシアしゅう、スペイン語：La Altagracia / スペイン語発音: [la altaˈɣɾasja])は、ドミニカ共和国最東端の州。
2017年の人口は33万367人。
州都はイグエイ。
プンタ・カナが国内最東端である。
1961年2月27日に旧ラ・アルタグラシア州が東西に分裂し、東側の大部分が新ラ・アルタグラシア州に、西側の一部がラ・ロマーナ州になった。

## 隣接州
- 北：大西洋
- 東：モナ海峡
- 南：カリブ海
- 南西：ラ・ロマーナ州
- 北西：エル・セイボ州

## 行政区画
- イグエイ：州都
- サン・ラファエル・デル・ユマ（英語版）